# Gandhi (film)

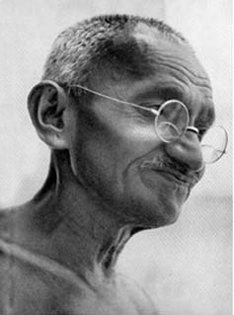
Gandhi, 1929.

Gandhi är en indisk-brittisk biografisk film från 1982 i regi av Richard Attenborough. I titelrollen ses Ben Kingsley.
1999 placerade British Film Institute filmen på 34:e plats på sin lista över de 100 bästa brittiska filmerna genom tiderna.

## Handling
Filmen är en idealiserad skildring av den indiske folkhjälten Mohandas Karamchand Gandhi. Den berättar om Gandhis liv från hans tid i Sydafrika år 1893, till dess att han mördas den 30 januari 1948.

## Rollista i urval
- Ben Kingsley - Mohandas Karamchand Gandhi
- Rohini Hattangadi - Kasturba Gandhi
- Roshan Seth - Pandit Jawaharlal Nehru
- Saeed Jaffrey - Sardar Vallabhbhai Patel
- Virendra Razdan - Maulana Azad
- Candice Bergen - Margaret Bourke-White
- Edward Fox - Brigadgeneral Reginald Dyer
- Sir John Gielgud - 1:e Baron Irwin
- Trevor Howard - Domare R. S. Broomfield, rättens ordförande i Gandhis upprorsrättegång.
- Sir John Mills - 3:e Baron Chelmsford
- Shane Rimmer - Kommentator
- Martin Sheen - Vince Walker, en fiktiv journalist som delvis bygger på journalisten Webb Miller.
- Ian Charleson - Pastor Charles Freer Andrews
- Athol Fugard - General Jan Smuts
- Geraldine James - Mirabehn (Madeleine Slade)
- Alyque Padamsee - Muhammad Ali Jinnah
- Amrish Puri - Khan
- Ian Bannen - Senior Officer Fields
- Richard Griffiths - Collins
- Nigel Hawthorne - Kinnoch
- Richard Vernon - Sir Edward Albert Gait, Löjtnant-guvernör av Bihar och Orissa
- Michael Hordern - Sir George Hodge
- Shreeram Lagoo - Gopal Krishna Gokhale
- Terrence Hardiman - Ramsay MacDonald
- Om Puri - Nahari
- Bernard Hill - Sergeant Putnam
- Daniel Day-Lewis - Colin, en ung som förolämpar Gandhi och Andrews
- John Ratzenberger - Amerikansk förare för Bourke-White
- Pankaj Kapoor - Gandhis andre sekreterare, Pyarelal Nayyar
- Anang Desai - Acharya Kripalani
- Dilsher Singh - Khan Abdul Ghaffar Khan (Frontier Gandhi)
- Günther Maria Halmer - Dr. Hermann Kallenbach
- Peter Harlowe - Lord Louis Mountbatten
- Harsh Nayyar - Nathuram Godse
- Pankaj Mohan - Gandhis sekreterare, Mahadev Desai
- Supriya Pathak - Manu
- Neena Gupta - Abha
- Tom Alter - Doktorn hos Aga Khan Palace

## Om filmen
Filmen gjorde stor succé och vann inte mindre än åtta Oscarstatyetter, bland annat för "bästa film, "bästa manliga huvudroll" (Ben Kingsley) och "bästa regi" (Richard Attenborough). Filmen är den film som använt sig av flest statister någonsin, nämligen 294 560 stycken.